# UFC 311
UFC 311: Makhachev vs. Moicano（ユーエフシー・スリーイレブン：マカチェフ・バーサス・モイカノ）は、アメリカ合衆国の総合格闘技団体「UFC」の大会の一つ。2025年1月18日、カリフォルニア州イングルウッドのインテュイット・ドームで開催された。

## 大会概要
本大会は王者イスラム・マカチェフと挑戦者ヘナート・モイカノによるUFC世界ライト級タイトルマッチ、王者メラブ・ドバリシビリと挑戦者ウマル・ヌルマゴメドフによるUFC世界バンタム級タイトルマッチが組まれた。
当初、マカチェフはアルマン・ツァルキヤンと対戦予定であったが、大会前日にツァルキヤンが背中の負傷により欠場したため、同大会でベニール・ダリウシュと対戦予定であったモイカノがマカチェフと対戦することとなった。

## 試合結果

### アーリープレリム
第1試合 フライ級 5分3R
○  タギル・ウランベコフ vs.  クレイトン・カーペンター ×
3R終了 判定3-0（30-27、30-27、29-28）
第2試合 バンタム級 5分3R
○  ベルナルド・ソパイ vs.  リッキー・トゥルシオス ×
3R終了 判定3-0（30-27、30-27、29-28）
第3試合 バンタム級 5分3R
○  ムイン・ガフロフ vs.  中村倫也 ×
3R終了 判定3-0（30-27、30-27、30-27）
第4試合 女子バンタム級 5分3R
○  アイリーン・ペレス vs.  カロル・ロサ ×
3R終了 判定3-0（29-28、29-28、30-27）

### プレリミナリーカード
第5試合 ライト級 5分3R
○  グラント・ドーソン vs.  ディエゴ・フェレイラ ×
3R終了 判定3-0（30-27、30-27、30-27）
第6試合 ライトヘビー級 5分3R
○  ボグダン・グスコフ vs.  ビリー・エレカナ ×
2R 3:33 ギロチンチョーク
第7試合 ミドル級 5分3R
○  アザマト・ベコエフ vs.  ザカリー・リース ×
1R 3:04 KO（パウンド）
第8試合 バンタム級 5分3R
○  ラオーニ・バルセロス vs.  ペイトン・タルボット ×
3R終了 判定3-0（30-27、30-27、30-26）

### メインカード
第9試合 ミドル級 5分3R
○  ライニアー・デ・リダー vs.  ケビン・ホランド ×
1R 3:31 リアネイキドチョーク
第10試合 ヘビー級 5分3R
○  ジャイルトン・アウメイダ vs.  セルゲイ・スピバック ×
1R 4:53 TKO（パウンド）
第11試合 ライトヘビー級 5分3R
○  イリー・プロハースカ vs.  ジャマール・ヒル ×
3R 3:01 TKO（パウンド）
第12試合 UFC世界バンタム級タイトルマッチ 5分5R
○  メラブ・ドバリシビリ vs.  ウマル・ヌルマゴメドフ ×
5R終了 判定3-0（48-47、48-47、49-46）
※ドバリシビリが王座の初防衛に成功。
第13試合 UFC世界ライト級タイトルマッチ 5分5R
○  イスラム・マカチェフ vs.  ヘナート・モイカノ ×
1R 4:05 ダースチョーク
※マカチェフが4度目の王座防衛に成功。

### 各賞
ファイト・オブ・ザ・ナイト：メラブ・ドバリシビリ vs. ウマル・ヌルマゴメドフ
パフォーマンス・オブ・ザ・ナイト：イリー・プロハースカ、ジャイルトン・アウメイダ
各選手にはボーナスとして5万ドルが授与された。

### カード変更
負傷などによるカードの変更は以下の通り。